# ساحرة الجنوب (مسلسل)
ساحرة الجنوب مسلسل درامي مصري من جزئين، عُرض لأول مرة في أغسطس 2015، تدور أحداثه حول المجتمع الصعيدي ومشاكل القرية والصراعات الاجتماعية بين العائلات، وداخل العائلة الواحدة وتنقل العديد من القضايا أبرزها الاتصال بعالم الجن والشياطين والصراع على الميراث والثأر.

## قصة
تدور الأحداث في صعيد مصر حيث تعيش «روح» الفتاة الصعيدية التي لها اتصال بعالم الجن والشياطين، وتقوم عن طريق السحر بخلق العديد من المشاكل والتوترات بين أهالي القرية.

## ممثلين
- حورية فرغلي بدور: روح
- ياسر جلال بدور: حسام
- صلاح عبد الله بدور: منصور
- أحمد فؤاد سليم بدور: عدلي أبو باشا
- وفاء صادق بدور: حكمت
- تتيانا بدور: مريم
- أحمد حلاوة بدور: خليل الطحاوي
- مها أبو عوف بدور: جميلة هانم
- المطرب دياب بدور: هاني
- هياتم بدور: رزة
- جميل برسوم بدور: عيد
- حنان يوسف بدور: هنية
- مجدي بدر بدور: مجاهد
- فريد النقراشي بدور: زكريا
- محمد يونس بدور: جمال
- سامية الطرابلسي بدور: أفكار
- سوسن بدر بدور: نعمات
- صفاء الطوخي بدور: بخيتة